# Placówka Straży Granicznej I linii „Kośmidry”
Placówka Straży Granicznej I linii „Kośmidry” – jednostka organizacyjna Straży Granicznej pełniąca służbę ochronną na granicy polsko-niemieckiej w okresie międzywojennym.

## Geneza
Na wniosek Ministerstwa Skarbu, uchwałą z 10 marca 1920 roku, powołano do życia Straż Celną. Od połowy 1921 roku jednostki Straży Celnej rozpoczęły przejmowanie odcinków granicy od pododdziałów Batalionów Celnych. Proces tworzenia Straży Celnej trwał do końca 1922 roku. Placówka Straży Celnej „Kośmidry” weszła w podporządkowanie komisariatu Straży Celnej „Lubliniec Południe” z Inspektoratu SC „Tarnowskie Góry”.

## Formowanie i zmiany organizacyjne
Rozporządzeniem Prezydenta Rzeczypospolitej Polskiej Ignacego Mościckiego z 22 marca 1928 roku, do ochrony północnej, zachodniej i południowej granicy państwa, a w szczególności do ich ochrony celnej, powoływano z dniem 2 kwietnia 1928 roku  Straż Graniczną.
Rozkazem nr 4 z 30 kwietnia 1928 roku w sprawie organizacji Śląskiego Inspektoratu Okręgowego dowódca Straży Granicznej gen. bryg. Stefan Pasławski określił strukturę organizacyjną komisariatu SG „Lubliniec”. Placówka Straży Granicznej I linii „Kośmidry” znalazła się w jego strukturze.

## Służba graniczna
Przejścia graniczne
Na terenie placówki działało:
- przejście graniczne Kośmidry-Heidehammer, przy szosie prowadzącej z m. Pawonków do Heidehammer, pomiędzy kamieniem granicznym nr 101 – 102
- przejście gospodarcze Kośmidry-Heidehammer  pomiędzy kamieniem granicznym nr 105 – 106,
- przejście gospodarcze Kośmidry-Heidehammer pomiędzy kamieniem granicznym nr 105 – 106,
- przejście gospodarcze Kośmidry-Heidehammer pomiędzy kamieniem granicznym 106 – 107

Sąsiednie placówki
- placówka Straży Granicznej I linii „Pawonków” ⇔ placówka Straży Granicznej I linii „Dziewcza Góra” − 1928

## Kierownicy/dowódcy placówki
| stopień    | imię i nazwisko       | okres pełnienia służby | kolejne stanowisko |
| ---------- | --------------------- | ---------------------- | ------------------ |
| przodownik | Franciszek Nowakowski | był X 1932             |                    |
| przodownik | Jan Lasończyk         | był VII 1935           |                    |